# Kazimierz Wacław Karaffa-Korbutt
Kazimierz Wacław Karaffa-Korbutt (ur. 26 kwietnia 1878 w Lepsińsku, zm. 26 stycznia 1935 w Wilnie) – polski lekarz, specjalista higieny.

## Życiorys
Urodzony 26 kwietnia 1878 r. w Lepsińsku, w rodzinie posiadacza ziemskiego skazanego za udział w powstaniu styczniowym na zesłanie na Syberię. Szkołę średnią ukończył w Taszkiencie, a następnie podjął studia matematyczne na Uniwersytecie Petersburskim, które porzucił dla studiów na Akademii Wojskowo-Lekarskiej. Studia ukończył w 1906 r. z wyróżnieniem, po czym przez trzy lata pracował jako asystent w klinice chirurgicznej. Za pracę poświęconą znaczeniu moczowodów w etiologii chorób nerek otrzymał w 1908 r. stopień doktora medycyny.
W następnym roku porzucił chirurgię i zajął się badaniami naukowymi w zakresie higieny. W 1911 r. organizował dział higieny wojskowej rosyjskiego pawilonu na wystawie higienicznej w Dreźnie. W latach 1913–1914 odbywał staże w Paryżu, Berlinie i Halle, po czym w 1914 r. habilitował się na macierzystej uczelni. W czasie wojny pełnił funkcję epidemiologa frontu wschodniego, a następnie od 1916 r. był profesorem katedry higieny Akademii Wojskowo-Lekarskiej. Po krótkim pobycie na froncie brytyjsko-niemieckim we Francji wrócił do Rosji i objął stanowiska profesora higieny w instytucie kształcenia podyplomowego lekarzy i Instytucie Technologicznym.
W latach 1918–1921 był profesorem Instytutu Doskonalenia Lekarzy w Piotrogrodzie. W 1919 r. otrzymał propozycję objęcia katedry higieny Uniwersytetu Stefana Batorego w Wilnie, jednak nie otrzymał zgody na opuszczenie Rosji, a otrzymaną dwa lata później identyczną ofertę Uniwersytetu Jagiellońskiego odrzucił, czując się związany umową z USB. Po powrocie do Polski był od 1922 r. profesorem Uniwersytetu Stefana Batorego, na którym założył i do śmierci kierował katedrą higieny. Trzy lata później (1925 r.) założył czasopismo „Archiwum Higieny”, którego był redaktorem; było to pierwsze polskie czasopismo poświęcone tej dziedzinie. W 1927 r. przebywał na wymianie personelu sanitarnego w Wielkiej Brytanii i w tym samym roku odbył staże w Wielkiej Brytanii, Francji, Szwajcarii, Włoszech i Austrii dzięki stypendium Rockefellera.
Od 1928 r. członek Comité de Correspondance pour l'Hygiène Industrielle i Commission Internationale Permanente des Maladies Professionnelles. Od 1932 r. członek Polskiej Akademii Umiejętności, rok później został przyjęty do Towarzystwa Naukowego Warszawskiego. Autor 125 prac z zakresu higieny pracy, higieny wojskowej, higieny społecznej i statystyki sanitarnej oraz podręczników szkolnych i uniwersyteckich z zakresu higieny.